# Wivex

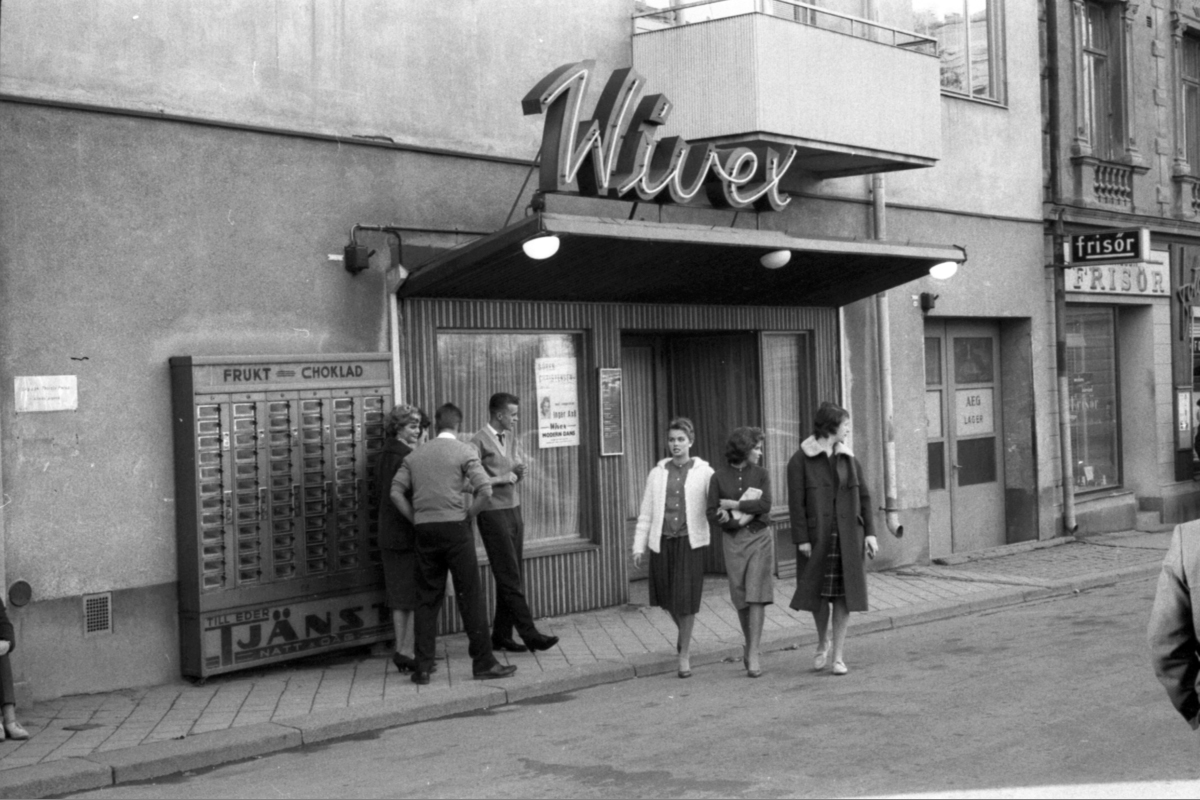
Ungdomar utanför entrén till danspalatset Wivex 1959.

Wivex, även kallat Norrlands Nalen, var ett nöjesetablissemang beläget på Torggatan 16 i Sundsvall som öppnades den 19 oktober 1941.

## Historik

### Storhetstid
Wivex grundades av direktör C A Claessons och blev snabbt ett populärt tillhåll för Sundsvalls dansanta ungdom. Lokalen hade plats för 400 personer det dansades bl. a. foxtrot, slowfox samt jitterbug till den swing- och jazzmusik som oftast spelades. Många av dåtidens storheter som spelade på Wivex. Charles Redland, Ernie Englund, Gösta Törner, Seymour Österwall, Benny Bailey, Toots Thielemans, Hasse Kahn, Arne Domnerus och Simon Brehm för att nämna några. 1954 får Lill-Babs sitt genombrott, endast 16 år gammal, med ett framträdande på Wivex ackompanjerad av Lasse Schönnings orkester.

### Senare år
Den 6 mars 1966 tog CA Claesson farväl av sin skapelse men verksamheten fortsatte under annan regi ända fram till 1977. Under 70-talet låg verksamhetens fokus främst på Bingo. Entrén och skylten är k-märkt och finns kvar än idag.